# NBA 2K13
NBA 2K13 är ett datorspel utvecklat av Visual Concepts och publicerat av 2K Sports. Spelet släpptes i Nordamerika den 2 oktober 2012. Spelet släpptes för Xbox 360, Playstation 3, Wii och vid ett senare tillfälle för Wii U. 2k13 mottog mycket god kritik från både användare och recensenter, tack vare många nya funktioner och ett förbättrat MyCAREER-läge.